# Ernst Herter
Ernst Gustav Herter (né le 14 mai 1846 à Berlin et décédé le 19 décembre 1917 dans la même ville) est un sculpteur allemand appartenant à l'école de Berlin.

## Biographie
Ernst Herter s’est spécialisé dans la création de statues d’inspiration mythologique ou historique. Parmi ses statues les plus célèbres, on trouve l’Achille mourant ou Achille blessé (en allemand : Sterbender Achilles), créé à Berlin en 1884. Cette statue fut acquise par l’impératrice Élisabeth d'Autriche, qui en fit la pièce centrale de son palais corfiote, l’Achilleion.

## Illustrations

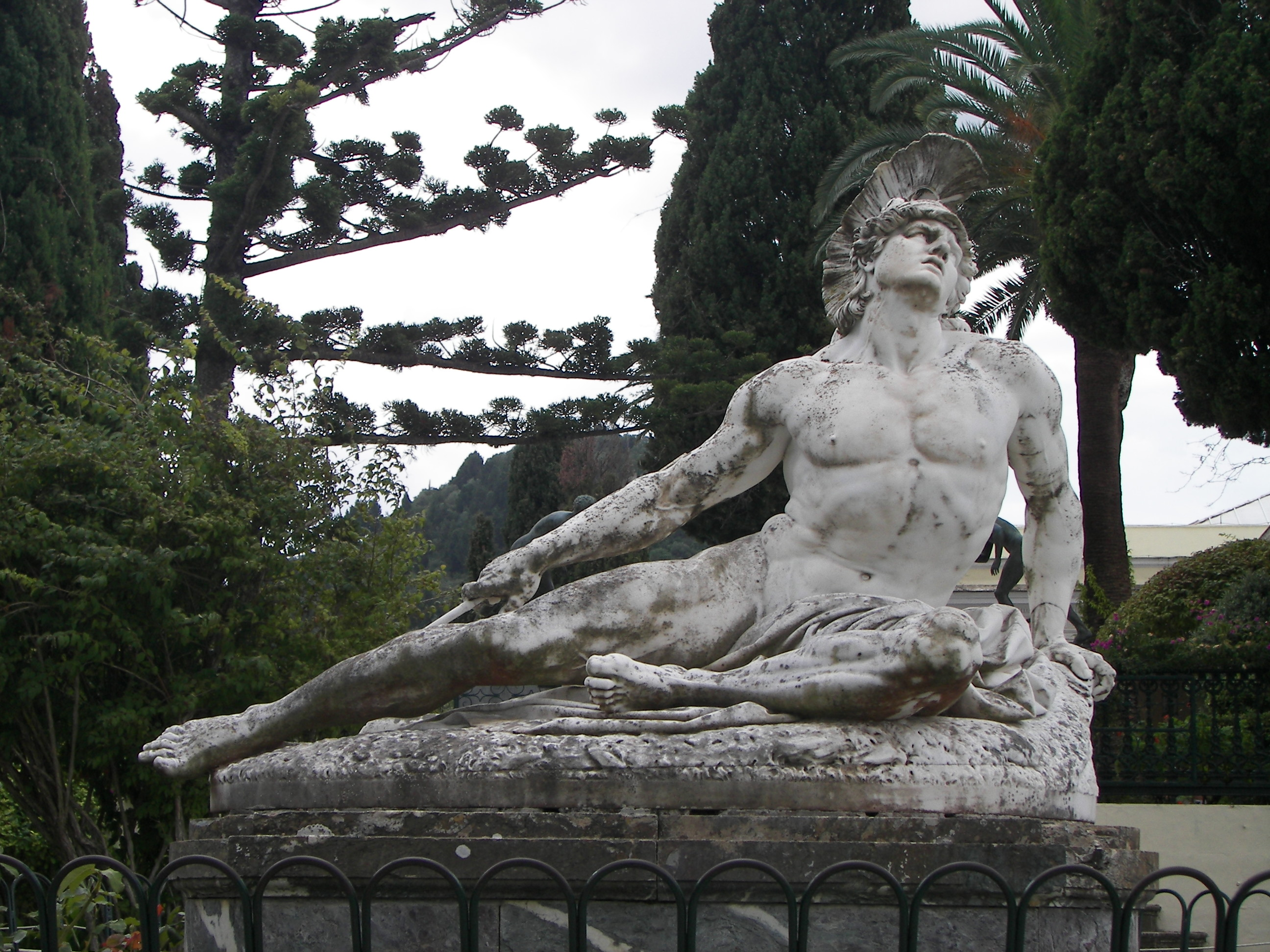
Statue d’Achille dans les jardins de l’Achilleion.
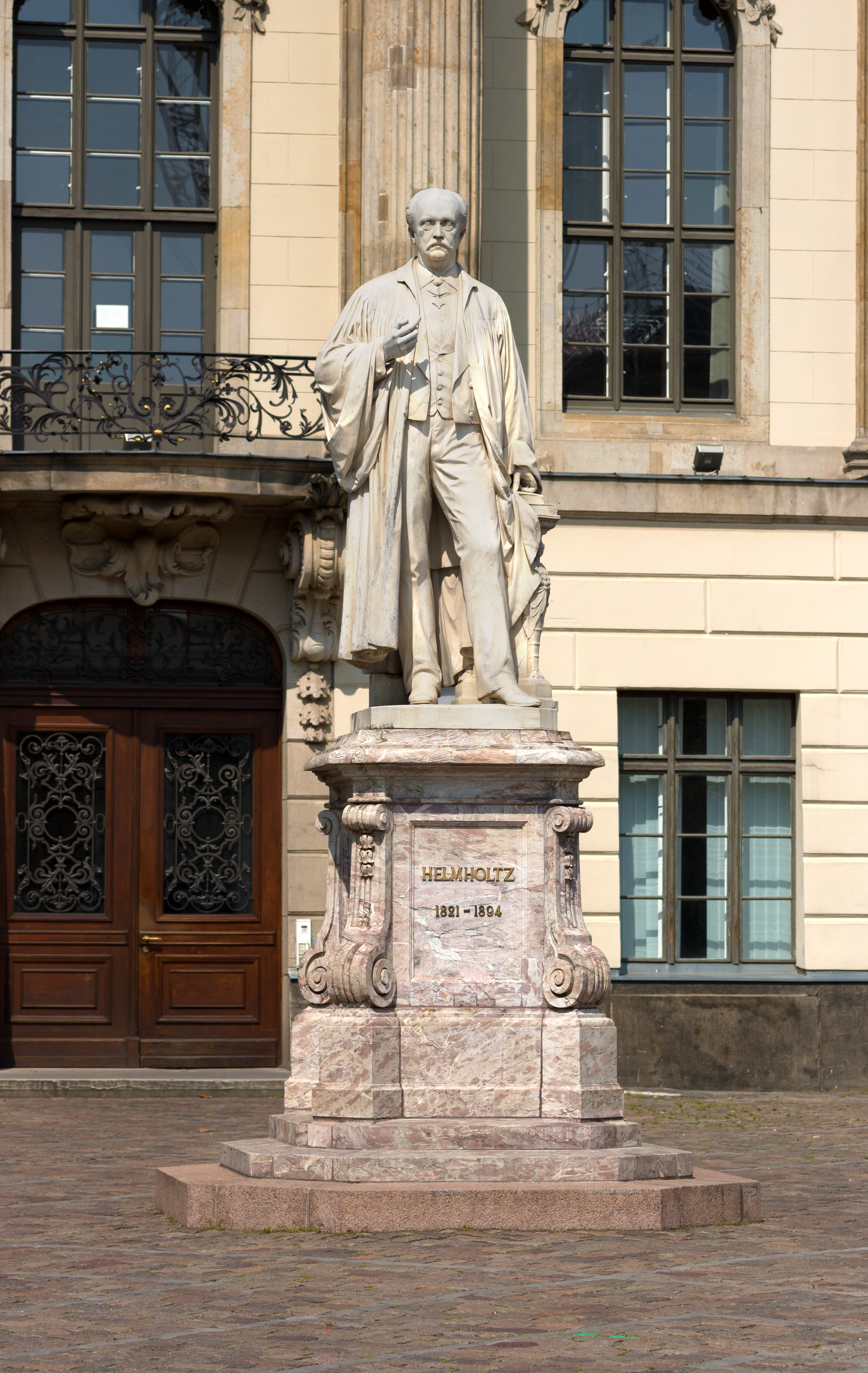
Statue de Hermann von Helmholtz à Berlin
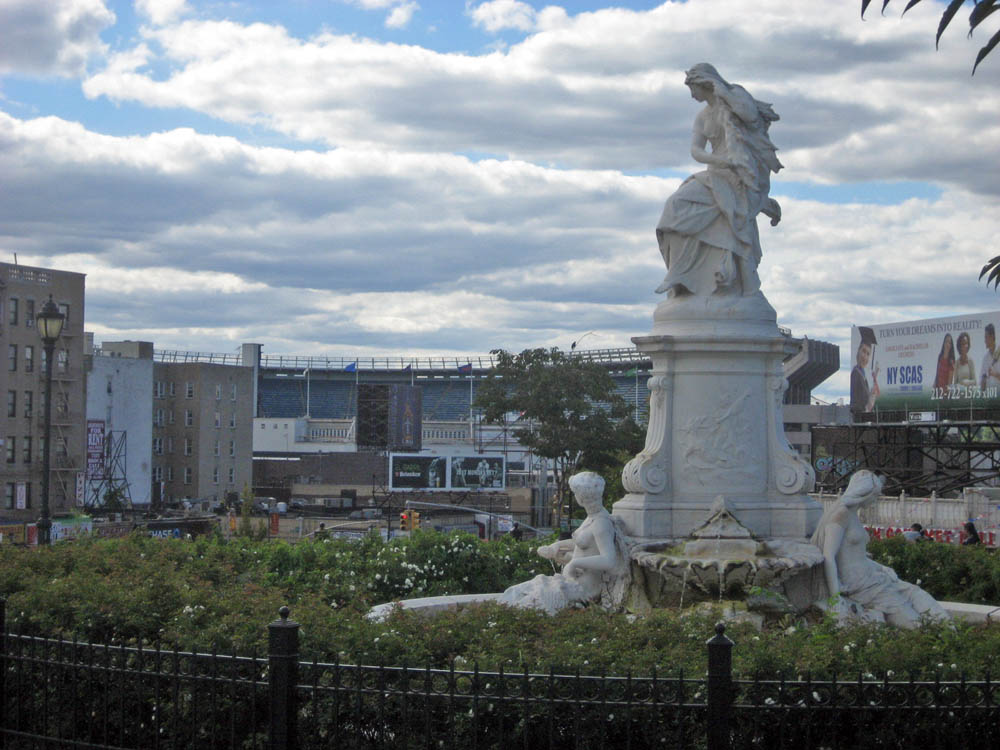
Monument à Heinrich Heine, le Bronx, New York
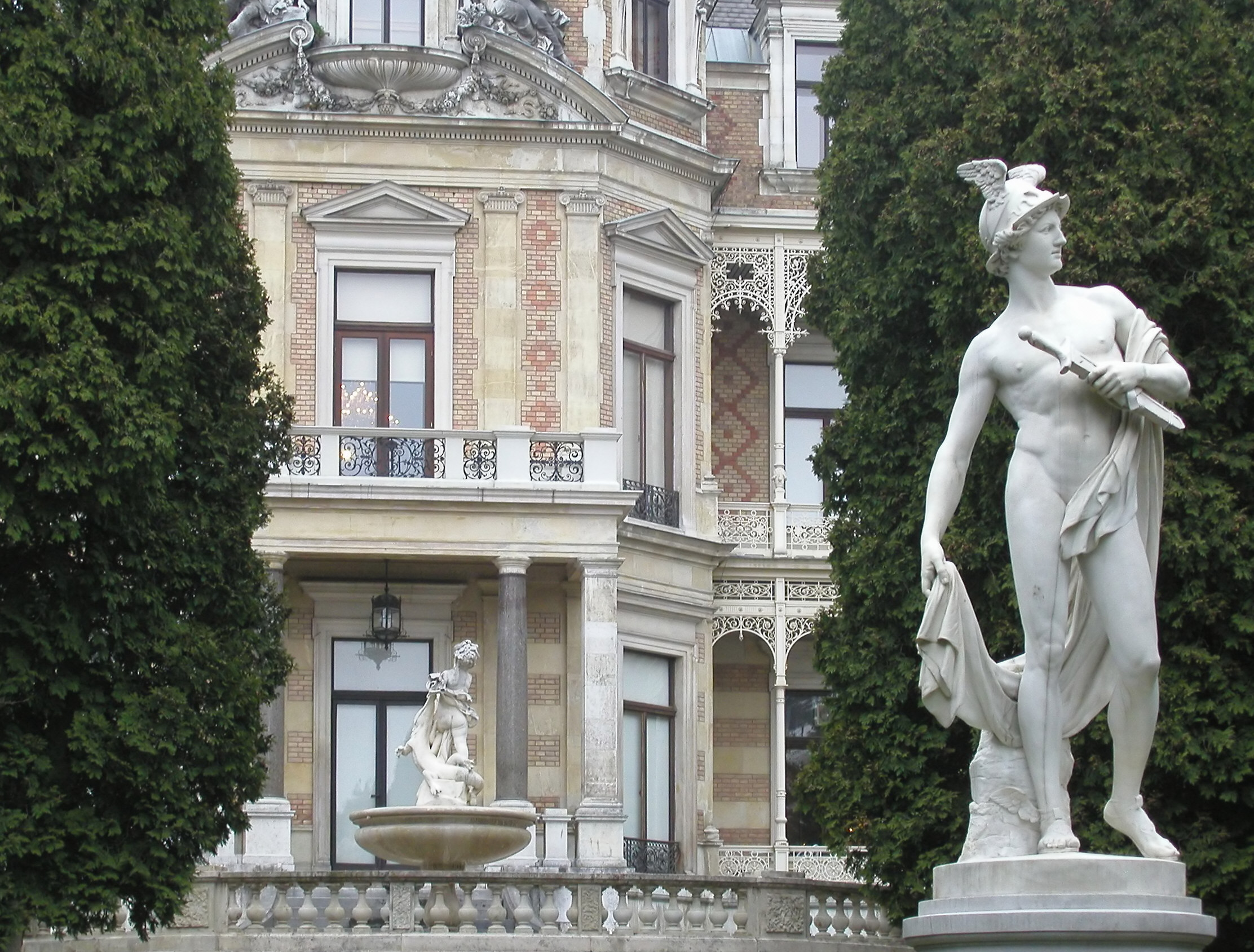
Hermès à la Hermesvilla, Vienne
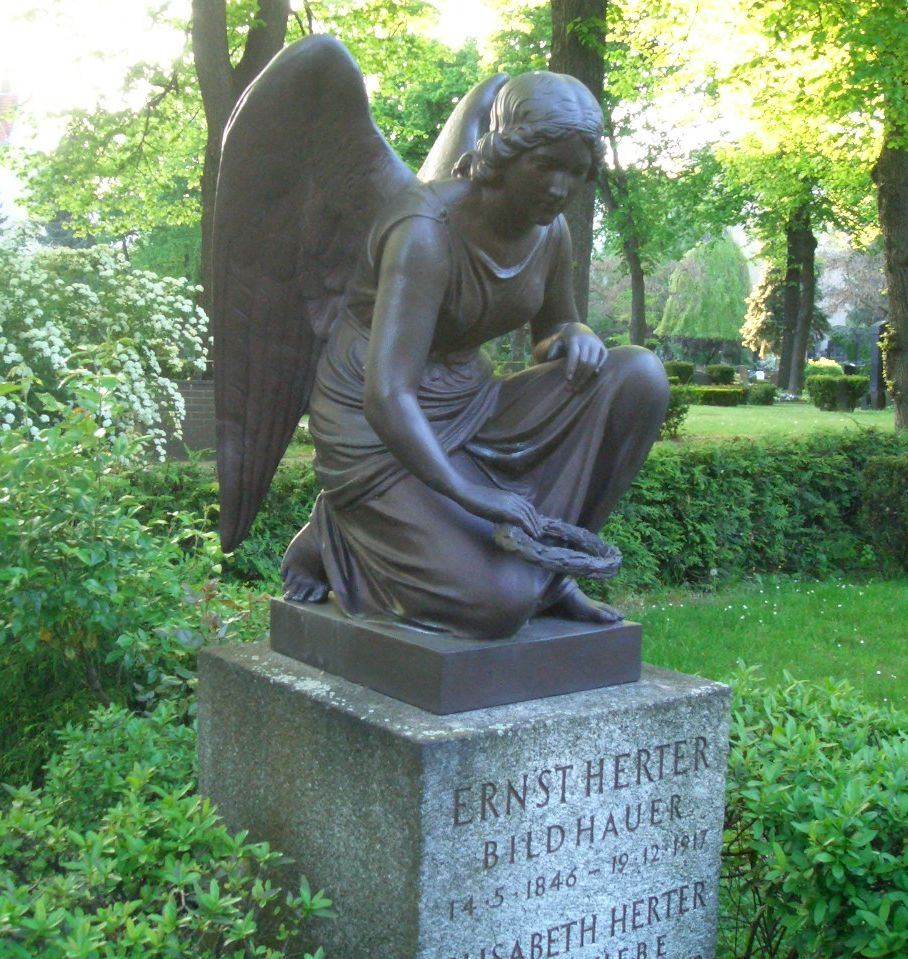
Sa tombe dans l'ancien cimetière de l'église des Douze-Apôtres à Berlin
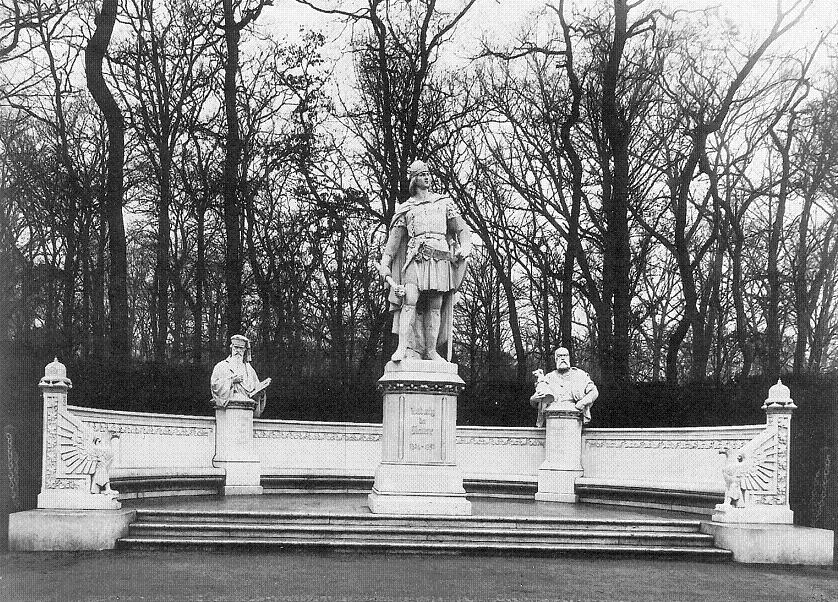
Vue du monument de l'allée de la Victoire de Berlin dédié à Louis Ier de Brandebourg (1899), aujourd'hui disparu